# Лаури, Марис
Марис Лаури (эст. Maris Lauri; род. 1 января 1966, Кивиыли, Эстонская ССР) — эстонский экономист, политический и государственный деятель. Член Партии реформ Эстонии. В прошлом — министр юстиции Эстонии (2021—2022), министр образования и науки (2016), министр финансов (2014—2015), член Рийгикогу (парламента) XIII и XIV созывов (2016—2021). Дама ордена Белой звезды 5-го класса (2008).

## Биография
Родилась 1 января 1966 года в городе Кивиыли.
Окончила в 1989 году Тартуский университет по специальности экономическая кибернетика, в 1994 году — магистратуру по экономике того же университета.
В 1989—1991 годах — старший бухгалтер в Институте астрофизики и физики атмосферы Академии наук в Тыравере (ныне Тартуская обсерватория), в 1993—1994 годах — специалист отдела инвестиций Министерства экономики, в 1994—1996 годах — специалист отдела экономического анализа Банка Эстонии, в 1996—1998 годах — экономический аналитик банка Tallinna Pank (ныне SEB Pank), в 1998—2011 годах — экономический аналитик, руководитель отдела в Hansapank/Swedbank, с 2011 года — владелица компании Oeconomia OÜ.
В 2014 году вступила в Партию реформ.
По результатам парламентских выборов 2015 года избрана членом Рийгикогу XIII созыва, на выборах 2019 года переизбрана членом Рийгикогу XIV созыва.
В 2014 году — советник премьер-министра по вопросам экономики, в 2014—2015 годах — министр финансов, в 2016 году — министр образования и науки.
С 26 января 2021 года — министр юстиции в правительстве Каи Каллас. С 3 июня 2022 года также временно исполняла обязанности министра экономики и инфраструктуры Эстонии. 14 июля 2022 года правительство ушло в отставку.

## Награды
В 2008 году награждена орденом Белой звезды 5-го класса.